# Opt-in
Opt-in, opt-in (ibland bara opt in) innebär att en person aktivt har gett sitt samtycke eller medgivande (engelska opt kommer från franskans "opter" och från latinets "optare" =  to choose or to select).

## E-post
Opt-in e-post är en term som används när någon får möjlighet (och godkänner) att ta emot e-post. Det kan då handla om en sändlista, ett nyhetsbrev eller en annonsering. Utan tillstånd/godkännande är e-postmeddelandet ett oönskat bulkmail, mer känt som spam. Exempelvis får e-postmarknadsföring endast skickas till mottagare som har gett sitt medgivande. Mottagaren bör även ges möjlighet att kostnadsfritt och enkelt avregistrera sig från framtida e-postutskick (även kallat opt-out = avanmälan). Ansvariga för e-postlistor sköter detta via programmets webbgränssnitt. Listservs (en så kallad e-postlisthanterare, ett datorprogram för hantering av e-postlistor) grundläggande funktioner innehåller bland annat (efter medgivande?) automatisk prenumeration (opt-in) och avprenumeration/avregistrering (opt-out).
Soft opt-in anges föreligga vid kommersiell kommunikation från företag till privatperson förutsatt att vissa villkor är uppfyllda.
Vid double opt-in (dubbel opt-in) registrerar användaren sig själv, varpå användaren får ett meddelande som ska bekräftas innan samtycket aktiveras.

## Europeiska unionen
Europeiska unionens lagar gäller i allmänhet i alla 28 medlemsstater. Dock har vissa medlemsstater förhandlar sig till vissa opt-outs (undantagsklausuler) från EU-lagstiftning eller fördrag, vilket innebär att de inte behöver delta i vissa politikområden. För närvarande har två stater sådana undantagsklausuler: Danmark och Irland.

## Grupptalan
Vid en rättslig grupptalan kan medlemskap i gruppen bestämmas på i huvudsak två olika sätt; a) gruppen utgörs av de personer som anmäler till domstolen eller grupprepresentanten att de vill ingå i gruppen och därmed omfattas av talan (så kallad opt-in) eller; b) gruppen utgörs av de personer som faller inom kärandens gruppbeskrivning och omfattas därmed automatiskt av talan. Till detta förfarande fogas en rätt att begära sitt utträde ur gruppen vilket medför att personen som begär ett utträde ur gruppen inte omfattas av domens rättskraft. Oavsett vilken modell som används för gruppens bestämning kan processen sägas vila på ett samtycke från gruppmedlemmarna. Väljer man opt-in uttrycks samtycke explicit och begär inte en person sitt utträde ur gruppen (det vill säga gruppmedlemmen använder(?) sin rätt till opt-out) så föreligger ett tyst samtycke.

## Organdonation
Avseende organdonation finns det internationellt två huvudmetoder för att bestämma frivilligt samtycke: Dels
opt-in varvid endast de som har uttryckt sitt samtycke är givare och dels opt-out (välja bort) varvid den som inte har vägrat samtycke är en givare. I Sverige gäller den av organdonatorn senast uttryckta muntliga eller skriftliga viljan, avseende ja eller nej till organdonation.

## Wikipedia
September 2013 ändrades, efter användarklagomål, engelska Wikipedias en:VisualEditor från opt-out till opt-in (men efter vidareutveckling gick man i oktober 2015 tillbaka till att ha VisualEditor tillgänglig som standard).

### Notförteckning
1. ↑  ”opt”. Wiktionary. https://en.wiktionary.org/wiki/opt#English. Läst 6 januari 2018.
2. ↑  ”Vad innebär opt-in och opt-out?”. Lundalogik. Arkiverad från originalet den 7 januari 2018. https://web.archive.org/web/20180107061749/https://faq.lundalogik.com/hc/sv/articles/115002989433-Vad-inneb%C3%A4r-opt-in-och-opt-out-. Läst 6 januari 2018.
3. ↑  ”Vad är opt-in? / Soft opt-in då? Vad är det?”. eGenertator. 8 oktober 2014. Arkiverad från originalet den 7 januari 2018. https://web.archive.org/web/20180107061224/http://tips-skriva-nyhetsbrev.egenerator.se/2014/10/08/vad-ar-opt/. Läst 6 januari 2018.
4. ↑  ”Vad är opt-in och dubbel opt-in?”. Sustenta. Arkiverad från originalet den 7 januari 2018. https://web.archive.org/web/20180107071610/http://sustenta.se/begrepp-och-utryck/vad-ar-optin-singel-dubbel/. Läst 6 januari 2018.
5. ↑  ”Tack för att du vill ta ställning!”. MOD, Blidonator. http://blidonator.se/. Läst 6 januari 2018.